# Pierre Bokma
Pierre Henri Martin Bokma (Parijs, 20 december 1955) is een Nederlands acteur. Hij won twee keer de belangrijkste Nederlandse toneelprijs, de Louis d'Or.

## Biografie
Bokma’s moeder was afkomstig uit een streng rooms-katholiek milieu. Toen zij op haar zestiende zwanger raakte, week ze uit naar Parijs om daar haar kind te krijgen. Bokma belandde in verscheidene pleeggezinnen en zat vervolgens van 1972 tot 1976 in een internaat in Zeist. In de periode 1977 en 1978 was hij ingedeeld als dienstplichtig officier bij het wapen der cavalerie. Na zijn opleiding in Amersfoort diende hij bij het 41e Tankbataljon Regiment Huzaren Prins Alexander in Bergen-Hohne (Duitsland) als pelotonscommandant van een Leopard 1-tankpeloton.

## Carrière
Van 1978 tot 1982 volgde Bokma de Toneelschool Maastricht. Hij speelde bij het toneelgezelschap Globe, vervolgens bij het Publiekstheater, en na de fusie hiervan met Centrum, bij Toneelgroep Amsterdam. In 2003 kondigde hij zijn vertrek bij Toneelgroep Amsterdam aan. Met ingang van theaterseizoen 2004-2005 verbond hij zich aan de muziektheatergroep Orkater en De Mexicaanse Hond. In 2008 kondigde hij aan dat hij zou gaan spelen bij de Münchner Kammerspiele, waarover de Nederlander Johan Simons vanaf dat jaar de leiding had. In theaterseizoen 2015-2016 tekende Bokma een contract voor vijf jaar bij het ensemble van NTGent.

### Film en televisie
Naast zijn werk op het toneel is Bokma sinds 1983 actief als film- en televisieacteur. Bij het grote publiek is Bokma bekend van onder andere de komische televisieserie 't Schaep met de 5 pooten, sketches in het satirische televisieprogramma Kanniewaarzijn en als Duitse leraar Meneer Heydrich in de absurdistische tienerserie Rundfunk. Deze rollen staan in groot contrast tot zijn grote toneelrollen.

## Privé
Bokma woont in Rotterdam en heeft vier kinderen. Zijn schoonvader is acteur en scenarioschrijver Chiem van Houweninge.

## Prijzen en onderscheidingen
- 1989: Gouden Kalf voor zijn rol van de bruidegom Nico in de film Leedvermaak
- 1993: Albert van Dalsumring uit handen van Peter Oosthoek. Bokma gaf de ring in juni 2004 door aan zijn goede vriend Gijs Scholten van Aschat
- 1994: Louis d'Or voor de titelrol in Richard III van Shakespeare (Toneelgroep Amsterdam, regie Gerardjan Rijnders)
- 2001: Gouden Kalf "Beste acteur in televisiedrama" voor zijn rol in De Belager
- 2002: Paul Steenbergen-penning uit handen van Willem Nijholt. In 2008 gaf Bokma deze door aan Jacob Derwig.
- 2003: Gouden Kalf "Speciale Juryprijs" voor de volledige cast van de film Cloaca
- 2004: Arlecchino voor zijn rol als generaal Ezra Mannon in Rouw siert Electra (Toneelgroep Amsterdam, regie Ivo van Hove)
- 2007: International Emmy Award voor zijn rol in De uitverkorene (tv-film van de VPRO, regie Theu Boermans). Hij deelde de prijs met de Britse acteur Jim Broadbent.[7]
- 2013: Louis d'Or voor de hoofdrol in de De verleiders, regie Aat Ceelen
- 2013: Gouden Kalf voor zijn rol in De Prooi (televisieserie).
- 2014: De TV-Beelden "Beste hoofdrol (M/V)" voor zijn rol in De Prooi (televisieserie).
- 2019: Johan Kaartprijs een acteur "die het kijkgenot van zijn publiek altijd vooropstelt en zich steeds weer voor de volle 100 procent inzet om het beste uit zichzelf en zijn rollen te halen".

## Theater (onvolledig)
- 2012-2016 - De verleiders (theaterreeks over het Nederlands bankwezen)[2][4]
- 2022 - Passion (voorheen “De meester en Margarita”)[5]
- 2022 - De Toverberg (met het Internationaal Theater Amsterdam)[5]

## Filmografie (beknopt)
- 1983 - Giovanni
- 1986 - De aanslag
- 1987 - Vroeger is dood
- 1989 - Leedvermaak - Nico
- 1989 - De avonden
- 1989 - We zijn weer thuis - Paul Mastenbroek (1989-1994)
- 1991 - De provincie
- 1994 - Oude Tongen
- 1995 - Frans en Duits
- 1995 - Hoogste tijd
- 1996 - Advocaat van de hanen - Mr. Ernst Quispel
- 1997 - Gordel van smaragd
- 1999 - Baantjer: De Cock en de wraak zonder einde (televisiefilm) - Erwin Raven
- 1999 - De rode zwaan
- 2001 - Minoes - Ellemeet, directeur deodorantfabriek
- 2001 - Qui vive - Nico
- 2001 - De Belager - Marcel Paroo
- 2003 - Interview - Pierre, journalist
- 2003 - Cloaca - Pieter
- 2004 - Amazones - Zeger
- 2005 - Masterclass
- 2005 - Gooische Vrouwen - Herbert van Bokwijk
- 2006 - Ober
- 2006 - 't Schaep met de 5 pooten - Kootje de Beer, caféhouder
- 2006 - De Uitverkorene - Peter van der Laan
- 2007 - Moordwijven - Dr. Bilderberg
- 2008 - Bloedbroeders
- 2009 - 't Vrije Schaep - Kootje de Beer, campingbeheerder
- 2009 - Happy End - Nico
- 2009 - Op bezoek bij George W. Bush - Jan Peter Balkenende
- 2009 - Zeg 'ns Aaa - Lucas Bender
- 2009 - Komt een vrouw bij de dokter - Huisarts
- 2009 - Terug naar de kust - Rechercheur Van Wijk
- 2009 - De Hel van '63 - Commissaris der Koningin Harry Linthorst Homan
- 2009 - Van Zon op Zaterdag - Zakkenvullende bankier
- 2010-2011 - 't Spaanse Schaep - Kootje de Beer
- 2010-2014 - Bloedverwanten - Ronald Mok
- 2011 - Schlafkrankheit - Ebbo Velten
- 2011 - De bende van Oss - Sal Hedeman
- 2012 - Quiz - De Man
- 2013 - 't Schaep in Mokum - Kootje de Beer
- 2013 - Borgman - Priester
- 2013 - De Prooi - Rijkman Groenink
- 2013 - Smoorverliefd - Bob
- 2013 - Speelman - Sweder Speelman
- 2013 - Van God Los - Freek Verbeek
- 2015 - 't Schaep Ahoy - Kootje de Beer
- 2015 - Popoz - Mercator
- 2015-2016 - Rundfunk - meneer Heydrich, de Duitse leraar
- 2016 - De Maatschap - Matthias Meyer
- 2016 - Tonio - A.F.Th.
- 2017-2019 - Kanniewaarzijn (satirische sketches)
- 2018 - Bankier van het verzet - Meinoud Rost van Tonningen
- 2019 - De Patrick - Herman
- 2019 - Colosseum - Faas
- 2020-2024 - Nieuw zeer (televisieserie)
- 2020-2023 - Mocro Maffia (televisieserie) - Gerben van Jaren
- 2020 - Rundfunk: Jachterwachter - Ronnie Bosboom Sr.
- 2021 - Nr. 10 - Marius
- 2021 - Captain Nova - Valk Senior
- 2021 - Mijn vader is een vliegtuig - Joost
- 2022 - Jos - Bert
- 2022 - Ome Cor - Henry
- 2023 - Cast - Zichzelf
- 2023 - WIL - Chaim Litzke
- 2024 - De Joodse Raad - David Cohen
- 2024 - Hein - Lodewijk van Stierum
- 2024 - De jackpot - Robert

## Stemmen
- 1992 - Aladdin - Geest
- 1994 - De Wraak van Jafar - Geest
- 1997 - Hercules - Hades
- 1997 - Flubber - Professor Philip Brainard
- 2000 - The Miracle Maker - Jezus van Nazareth
- 2008 - Suske en Wiske en de Texas-rakkers - Professor Barabas
- 2010 - Alpha and Omega - Marcel
- 2020 - Gothrecht - Het Kopieerapparaat/ Pierre Bokma